# Diksnavelbessenpikker
De diksnavelbessenpikker (Rhamphocharis crassirostris) is een zangvogel uit de familie Melanocharitidae.

## Verspreiding en leefgebied
Deze soort is endemisch in Nieuw-Guinea en telt twee ondersoorten:
- R. c. crassirostris Salvadori, 1876: van noordwestelijk Nieuw-Guinea.
- R. c. interposita Mees, 1964: Sterrengebergte, Midden-Nieuw-Guinea.